# Jerry Yang
Xao "Jerry" Yang (født 1968 i Laos) er en pokerspiller fra Temecula, Californien. Han er bedst kendt fra sin sejr ved World Series of Poker (WSOP) 2007 Main Event.
Jerry Yang begyndte at spille poker i 2005, som amatør. Yang kvalificerede sig til WSOP Main Event, via en $225 satellit på Pechanga Resort and Casino i Temecula. Før WSOP havde han cashet i 4 lokale turneringer.

## Liv
Jerry Yangs navn er egentligt Xao Yang, men bruger Jerry som sit fornavn. I 1968 blev han født i Laos. 2 år efter flygtede hans familie til Thailand, hvor de tilbragte 4 år i en flygtningelejr. Her mistede han en bror og en søster. Som 11-årig i 1979, flyttede familien til USA. For øjeblikket bor Yang i Madera, Californien. Han har en kandidatgrad i sundhed psykologi fra Loma Linda University. Han har tidligere arbejdet som terapeut og socialarbejder. Han er gift og har 6 børn.

## World Series of Poker
Fra finalebordets start, begyndte Yang som nr. 8 ud finalebordets 9 deltagere i chips. Han opgav aldrig at vinde, og til sidst havde han en rigtig stor chipsføring. Jerry Yang slog selv 7 ud af hans 8 modstandere ud. Heads-up var han oppe imod PokerStars’s Tuan Lam fra Vietnam. Jerry Yang spillede selv og var sponsoreret af Full Tilt Poker. Da han så besejrede Tuan Lam, efter 12 timers finalebordsspil, vandt han ikke mindre end $8,250,000. Yang havde lovet, at 10 % eller $825,000 af hans gevinst, skulle gå til 3 velgørenhedsvirksomheder. (The Make-A-Wish Foundation, Feed the Children, and the Ronald McDonald House).

## Andet
I 2008 var det igen tid til World Series of Poker Main Event, og her stillede Jerry Yang op, for at forsvare sin titel. Desværre røg han ud på dag 2b, som ikke gav penge af sig.
Her følger en table over de spillere, som Yang spillede mod på finalebordet i 2007
| Placering | Navn/land                     | Vundet     |
| --------- | ----------------------------- | ---------- |
| 1.        | Jerry Yang, Laos              | $8,250,000 |
| 2.        | Tuan Lam, Vietnam             | $4,840,981 |
| 3.        | Raymond Rahme, Sydafrika      | $3,048,025 |
| 4.        | Alexander Kravchenko, Rusland | $1,852,721 |
| 5.        | Jon Kalmar, Sverige           | $1,255,069 |
| 6.        | Hevad Khan, USA               | $956,243   |
| 7.        | Lee Childs, USA               | $705,229   |
| 8.        | Lee Watkinson, USA            | $585,699   |
| 9.        | Philip Hilm, Danmark          | $525,934   |